# Tagebuch (Schnitzler)

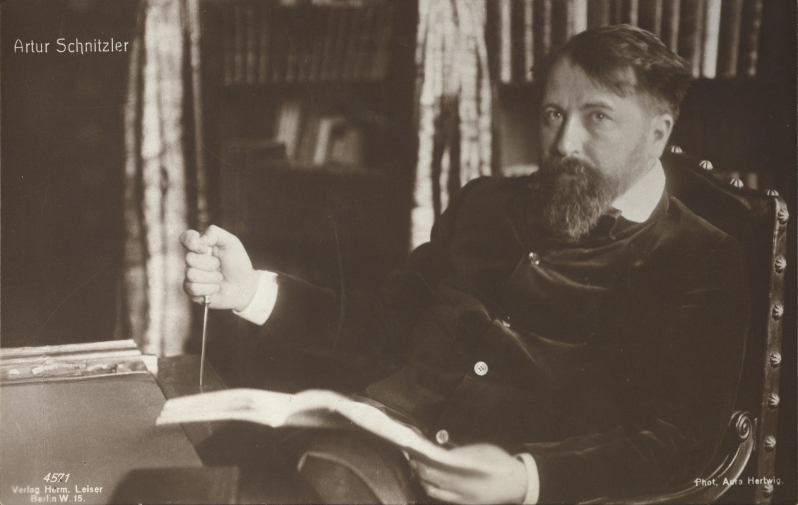
Arthur Schnitzler 1906, Foto von Aura Hertwig

Zwischen 3. März 1879 und bis zwei Tage vor seinem Tod im Oktober 1931 führte Arthur Schnitzler ein persönliches Tagebuch. Mit wenigen Ausnahmen existiert für jeden Tag seit seinem siebzehnten Lebensjahr ein Eintrag, über 16.000 sind es insgesamt. Das macht ihn zu einem der großen Diaristen der deutschsprachigen Literatur. Es wurde zwischen 1981 und 2000 an der Österreichischen Akademie der Wissenschaften in zehn Bänden veröffentlicht. 2019 publizierte das Austrian Centre for Digital Humanities and Cultural Heritage eine digitale Fassung.

## Beschreibung

Faksimile des Tagebuchs vom 14. Mai 1917 (Schreibmedium Bleistift)

Das von Schnitzler (mit Ausnahme eines Monats 1920) selbst geschriebene Tagebuch besteht aus Einzelblättern, die in mehreren Mappen verwahrt wurden. Anfänglich waren es Bogen, die zweispaltig beschrieben wurden, dann wechselte er zu einseitiger und einspaltiger Beschriftung. Einträge zu einzelnen Tagen wurden teilweise für mehrere Tage gemeinsam gemacht, was teilweise auch vermerkt ist, etwa am 8. April 1893: „Ich trug heute die letzten 2 Monate ein.“ Manchmal lagen auch Jahre dazwischen, was aus dem Eintrag zum 31. Dezember 1898 ersichtlich wird, in dem er – wohl über die letzten Wochen – schreibt: „aus dem Notizbuch abgeschrieben 27. 2. 904“. (Der Grund dürfte im Tod seiner Partnerin Maria Reinhard liegen, der in diese Zeit fällt und ihn sehr mitgenommen hatte. Im Oktober des Jahres 1899 kommentierte er: „Vom 1. Jänner bis 31. März liegen kleine Notizbücher bei. Unmöglich, das hier einzutragen, als wenn sie noch lebte.“) In der Zwischenzeit fanden Teilniederschriften statt, wie aus dem Eintrag zum 26. Jänner 1902 hervorgeht: „notirt 23/6 ― erinnre mich absolut nicht“ Weil deshalb ein Eintrag nicht unbedingt vom jeweiligen Abend stammt, ist sprachlich genaugenommen von einem „Tagebucheintrag zum …“ zu sprechen. Am 3. Dezember 1902 vermerkt er, dass er seit Monatsbeginn die Aufzeichnungen direkt auf die Blätter tätigt und nicht mehr alle 1–2 Monate aus einem Notizbuch zusammenschreibe. Welzig geht davon aus, dass Schnitzler Praxis des nachträglichen Schreibens noch bis circa 1918 beibehielt.

Faksimile der Chronik vom August 1885

In den ersten Jahren legte er zeitweise auch Chroniken an, die für einen bestimmten Zeitraum, meistens monatsweise, einen Überblick über die Geschehnisse geben sollten.
Schnitzler las immer wieder selbst im Tagebuch. 1905 kam es sogar wochenlang zu einer Lektüre, im Zuge dessen er Notizen anlegte, „für ev.[entuell] spätere Memoiren“. Dabei fragte er sich auch, ob er eine „Steigerung oder Entwicklung“ durchgemacht habe. Eine weitere Lektüre der frühen Jahre fand im Herbst 1918 bis zum Frühling 1919 statt, „Erfuhr allerlei vergessenes. Wußte nicht, daß ich manches so ausführlich notirt hatte.―“. Jedenfalls benutzte er das Tagebuch als ausführliche Erinnerungshilfe für die postum veröffentlichte Autobiografie Jugend in Wien.
Nachdem er bereits 1906 in seiner Korrespondenz von deutscher zu lateinischer Kurrentschrift gewechselt war, vollzog er diese Umstellung zwei Tage vor seinem 55. Geburtstag im Tagebuch. Am 13. Mai 1917 wechselte er zugleich das Schreibmedium, indem er fortan auf Feder und Tinte verzichtete und Bleistift verwendete.

## Einteilung
Werner Welzig unterscheidet fünf Phasen im Tagebuch:
| Zeitraum     | Beschreibung               | Lebensalter |
| ------------ | -------------------------- | ----------- |
| 1879–1882    | Jugendtagebuch             | 17–20       |
| 1882–1902/03 | bis zur Familiengründung   | 20–41       |
| 1902/03–1914 | bis zum Ersten Weltkrieg   | 40–52       |
| 1914–1918    | Kriegszeit                 | 52–56       |
| 1918–1931    | Scheidung und letzte Jahre | 56–69       |

Peter Plener differenziert das anders aus, indem er zwei Hauptphasen annimmt, die sich um 1900 teilen. Die erste Phase (A) stellt ein „journal intime“ dar, In der zweiten Phase (B) ist Schnitzler verheiratet, erfolgreich und bemüht, seine eigene Geschichte zu konstruieren, was sich auch an einer stärkeren Orientierung am Tagesablauf ablesen lässt.
| Phase | Zeitraum  | Beschreibung                                                                            | Lebensalter |
| ----- | --------- | --------------------------------------------------------------------------------------- | ----------- |
| A1    | 1879–1887 | das Tagebuch ist kaum strukturiert                                                      | 17–25       |
| A2    | 1887–1899 | Konsolidierung: das Tagebuch wird regelmäßiger geführt und verfolgt eine Leistungsschau | 25–37       |
| B1    | 1900–1920 | Tagebuch wird narrativer                                                                | 38–58       |
| B2    | 1921–1931 | Tagebuch wird protokollartiger                                                          | 59–69       |

Bei der Buchedition wurde zuerst mit der Zeit vor seinem 50. Geburtstag begonnen, um es mit einer spannenden Phase vorzustellen.

## Was nicht thematisiert wird
Ruth Klüger schrieb: „Richtig ist vielmehr, dass Schnitzler, dem man ja Zeit seines Lebens und Schaffens eine gewisse Obsessivität mit Erotik vorgeworfen hat – oder ihn bewundert hat für seinen Einblick in die Sexualität – und der in seinen Tagebüchern und auch schon in der biographischen,Jugend in Wien‘ dieses Urteil zu bestätigen scheint, sehr wenig über sexuelles Verhalten zu sagen gehabt hat.“ Auch über Dienstboten und Angestellte sowie Themen der Haushaltsführung wird zumeist nicht, über Finanzielles nur wenig geschrieben. Namen von sexuellen Beziehungen werden für gewöhnlich abgekürzt und wurden, soweit das möglich war, in der gedruckten Fassung rekonstruiert. Eine Art Benotungssystem für einen stattgefundenen Geschlechtsverkehr findet sich nur verschlüsselt im Tagebuch.

## Die frühen Tagebücher
In seiner zu Lebzeiten unveröffentlichten Autobiografie Jugend in Wien schildert Schnitzler, wie sein Vater Johann Schnitzler 1879 heimlich sein Tagebuch las und ihm dann wegen der darin geschilderten sexuellen Handlungen eine Strafpredigt zu Geschlechtskrankheiten hielt. Dieser Vertrauensbruch des Vaters dürfte die Ursache darstellen, dass von den frühen Aufzeichnungen nur Bruchstücke überliefert sind. Sie sind als Nachtrag im 10. Band der Buchausgabe des Tagebuchs ediert.

## Das Traumtagebuch
Unter dem Titel Träume erschien 2012 herausgegeben von Peter Michael Braunwarth und Leo A. Lensing das Traumtagebuch Schnitzlers aus den Jahren 1875–1931. In einer Auswertung des Tagebuchs erstellte Schnitzler zu Lebzeiten ein Typoskript von 428 Seiten, wobei die Traumschilderungen nicht einfach eine Übernahme aus der Vorlage darstellen. Die beiden Herausgeber ergänzten das Werk um weitere Traumschilderungen, die bei der Erstellung des Typoskripts unberücksichtigt blieben, und ermöglichen so diesen bis dahin unbekannten und bedeutenden Text zu rezipieren.

## Auswertungen desTagebuchs

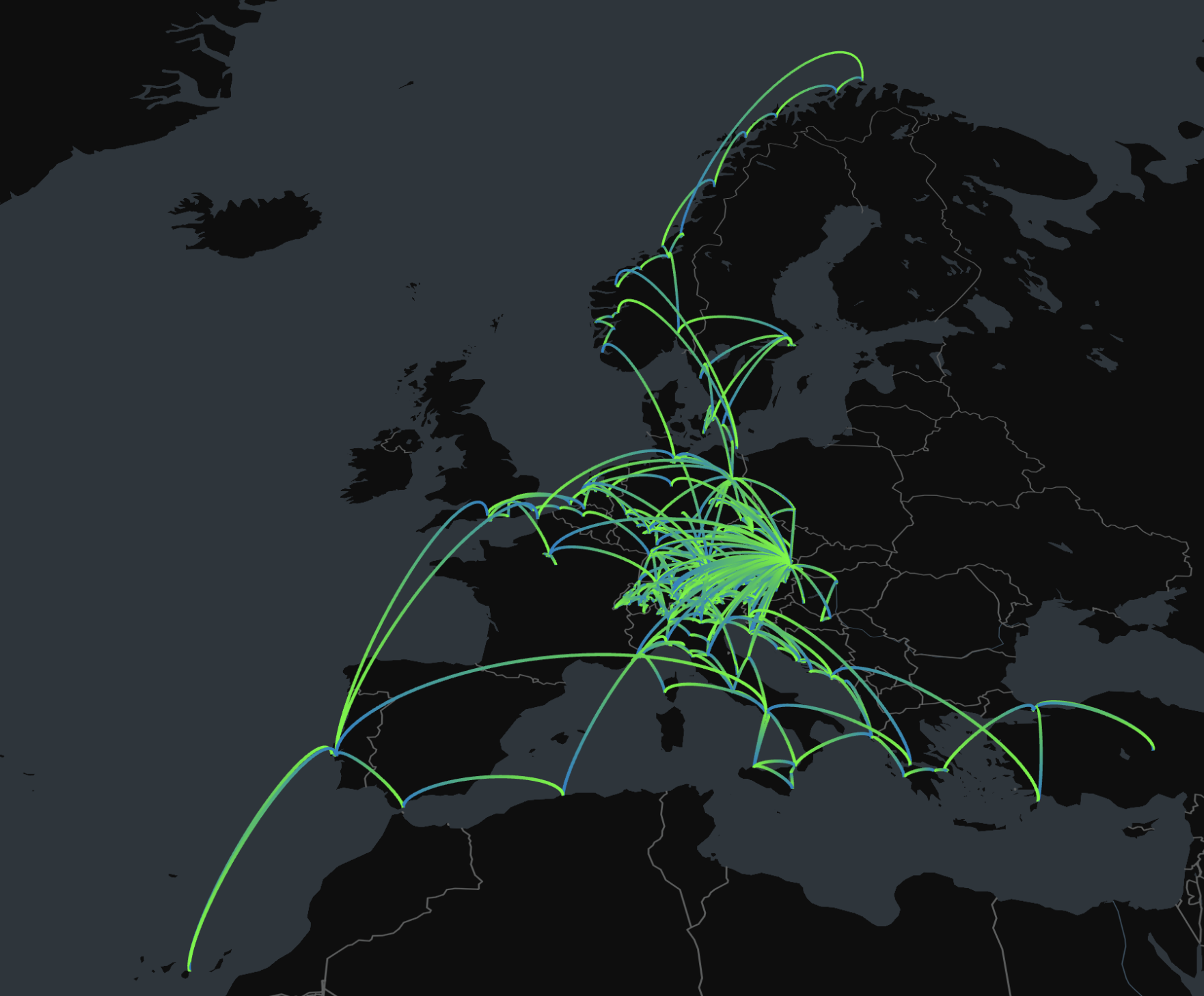
Aufenthaltsorte von Schnitzler, 1879–1931

So wie sein Traumtagebuch, ließ Schnitzler auch andere Exzerpte aus dem Tagebuch erstellen, die als verschiedene Listen in seinem Nachlass in der Cambridge University Library aufbewahrt werden.
- Reisen (A175)[20]
- Aufführungen von Schnitzler-Stücken in Schnitzlers Anwesenheit (A176,1 und A176,4)
- Vorlesungen im privaten Kreis (A176,2)
- Öffentliche Vorlesungen (A176,3)
- Öffentliche Gesangsauftritte von Olga Schnitzler (A176,5)

Dazu kamen „Charakteristiken“, die Aussagen im Tagebuch zu verschiedenen berühmten Personen zusammentrugen. Diese umfassen unter anderen: Peter Altenberg, Leopold Andrian, Hermann Bahr, Richard Beer-Hofmann, Otto Brahm, Georg Brandes, Max Burckhard, Alfred von Berger, Albert Ehrenstein, Michael Georg Conrad, Jakob Julius David, Felix Dörmann, Sigmund Freud, Paul Goldmann, Stefan Grossmann, Friedrich Gundolf, Gerhart Hauptmann, Werner Hegemann, Theodor Herzl, Hugo von Hofmannsthal, Henrik Ibsen, Josef Kainz, Alfred Kerr, Karl Kraus, Josef Popper-Lynkeus, Heinrich Mann, Friedrich Mitterwurzer, Romain Rolland, Ferdinand von Saar, Felix Salten, Gustav Schwarzkopf, Richard Strauss, Adolf von Sonnenthal, Paul Schlenther, Hermann Sudermann, Fritz von Unruh, Jakob Wassermann, Franz Werfel und Ernst von Wolzogen. Diese Typologisierungen blieben – mit Ausnahme jener Hofmannsthals – unveröffentlicht und sind heutzutage durch die Publikation des kompletten Tagebuchs obsolet.
Manche ebenfalls im Nachlass aufbewahrte Aufstellungen dürften separat geführt worden sein, etwa die Lektüreliste (Nachlassmappe A178) oder das Verzeichnis der Theaterbesuche (A179).

## Die Veröffentlichung des Tagebuchs
In seinen Bestimmungen über meinen schriftlichen Nachlass gab Schnitzler ausführliche Anweisungen, wie sein Tagebuch zu veröffentlichen sei. Das beinhaltete etwa die Vorgabe, dass es nur nach bestimmten Fristen erfolgen solle, wenn die Privatsphäre von lebenden Personen nicht mehr involviert war. Zugleich beauftragte er die Erstellung einer Abschrift und gab Anweisungen zur Verwahrung. Durch diese Abschrift war es Forscherinnen und Forschern bereits vor der Veröffentlichung des gedruckten Tagebuchs möglich, über den Sohn Heinrich Schnitzler Einblick in das Tagebuch zu nehmen. Für die Dauer der Edition befanden sich die Originalbände des Tagebuchs in einem Safe in der Österreichischen Akademie der Wissenschaften. Nach Abschluss wurden sie wieder zum restlichen „Wiener Nachlass“ (siehe Arthur Schnitzlers Nachlass) hinzugefügt, der nach dem Tod Heinrich Schnitzlers 1982 in das Deutsche Literaturarchiv Marbach gekommen war. Faksimiles der Tagebuch-Seiten sind in der digitalen Edition einsehbar.

## Ausgaben

### Gedruckt
- Tagebuch 1879–1931. Herausgegeben von der Kommission für literarische Gebrauchsformen der Österreichischen Akademie der Wissenschaften, Obmann: Werner Welzig. Verlag der Österreichischen Akademie der Wissenschaften, Wien 1981–2000, austriaca.at (PDF):
  - 1879–1892. (Unter Mitwirkung von Peter Michael Braunwarth, Susanne Pertlik und Reinhard Urbach, 1987)
  - 1893–1902. (Unter Mitwirkung von Peter Michael Braunwarth, Konstanze Fliedl, Susanne Pertlik und Reinhard Urbach, 1989)
  - 1903–1908. (Unter Mitwirkung von Peter Michael Braunwarth, Susanne Pertlik und Reinhard Urbach, 1991)
  - 1909–1912. (Unter Mitwirkung von Peter Michael Braunwarth, Richard Miklin, Maria Neyses, Susanne Pertlik, Walter Ruprechter und Reinhard Urbach, 1981)
  - 1913–1916. (Unter Mitwirkung von Peter Michael Braunwarth, Richard Miklin, Susanne Pertlik, Walter Ruprechter und Reinhard Urbach, 1983)
  - 1917–1919. (Unter Mitwirkung von Peter Michael Braunwarth, Richard Miklin, Susanne Pertlik und Reinhard Urbach, 1985)
  - 1920–1922. (Unter Mitwirkung von Peter Michael Braunwarth, Susanne Pertlik und Reinhard Urbach, 1993)
  - 1923–1926. (Unter Mitwirkung von Peter Michael Braunwarth, Susanne Pertlik und Reinhard Urbach, 1995)
  - 1927–1930. (Unter Mitwirkung von Peter Michael Braunwarth, Susanne Pertlik und Reinhard Urbach, 1997)
  - 1931. Gesamtverzeichnisse 1897–1931. (Unter Mitwirkung von Peter Michael Braunwarth, Susanne Pertlik und Reinhard Urbach, 2000).
- Träume. Das Traumtagebuch 1875–1931. Herausgegeben von Peter Michael Braunwarth und Leo A. Lensing, Wallstein, Göttingen 2012, ISBN 978-3-8353-1029-2.

#### Übersetzungen (gekürzt)
- Italienisch: Arthur Schnitzler: Diario e lettere. Introduzione, trad. e cura di Giuseppe Farese. Milano: Feltrinelli 2006.
- Spanisch: Arthur Schnitzler: Diarios. Selección, traducción y prólogo de Adan Kovacsics. Santiago de Chile: Universidad Diego Portales 2018, ISBN 978-956-314-414-7

### Digital
- schnitzler-tagebuch: Tagebuch 1879–1931. Digitale Ausgabe. Austrian Centre for Digital Humanities and Cultural Heritage (ACDH-CH), 2019.
  - Langzeitarchivierung ARCHE der Österreichischen Akademie der Wissenschaften, Daten: hdl:21.11115/0000-000E-0FF1-2, Faksimiles: hdl:21.11115/0000-000D-D6FB-7
  - Daten und Quellcode der Website auf gitHub

### Weitere digitale Ressourcen
- Arthur Schnitzler – Chronik. Eine digitale Ressource zu den einzelnen Tagen seines Lebens von Martin Anton Müller und Laura Untner, Austrian Centre for Digital Humanities and Cultural Heritage (ACDH-CH), 2023.
- Clara Katharina Pollaczek: Arthur Schnitzler und ich. Digitale Ausgabe von Martin Anton Müller, Laura Untner, Michael Mangel und Peter Andorfer, Austrian Centre for Digital Humanities and Cultural Heritage (ACDH-CH), 2023. [enthält Tagebucheinträge von Pollaczek und Schnitzler]
- Aufenthaltsorte von Arthur Schnitzler (1879–1931). Website mit Visualisierungen von Martin Anton Müller, Laura Puntigam, Laura Untner und Peter Andorfer, Austrian Centre for Digital Humanities and Cultural Heritage (ACDH-CH), 2022.
- Arthur Schnitzlers Lektüren: Leseliste und virtuelle Bibliothek. Hrsg. Achim Aurnhammer, digitale Ausgabe Martin Anton Müller, Austrian Centre for Digital Humanities and Cultural Heritage (ACDH-CH), 2022.

### Allgemein
- Markus Fischer: „Mein Tagebuch enthält fast nur absolut persönliches“ Zur Lektüre von Arthur Schnitzlers Tagebüchern. In: Text+Kritik, Nr. 138/139, 2. aktualisierte Auflage, November 2019, S. 24–35, ISBN 978-3-86916-845-6.
- Peter Plener: Tagebücher 1879–1931. In: Schnitzler-Handbuch: Leben, Werk, Wirkung. Herausgegeben von Christoph Jürgensen, Wolfgang Lukas und Michael Scheffel. Stuttgart: Verlag J.B. Metzler, 2014, S. 279–284.
- Giuseppe Farese: Arthur Schnitzlers Tagebücher und Briefe. Alltag und Geschichte. In: Lorenzo Bellettini, Peter Hutchinson (Hrsg.): Schnitzler’s Hidden Manuscripts. Oxford u. a. 2010, S. 23–47 (= Britische und irische Studien zur deutschen Sprache und Literatur, 51).
- Werner Welzig: Das Tagebuch Arthur Schnitzlers 1879–1931. In: Internationales Archiv für Sozialgeschichte der deutschen Literatur, 2009, Jg. 6, Heft 1, S. 78–111.
- Peter Plener: Schnitzlers Tagebuch lesen. Ein Versuch in drei TAGen. In: Konstanze Fliedl (Hrsg.): Arthur Schnitzler im zwanzigsten Jahrhundert. Picus, Wien 2003, S. 262–287.
- Peter Michael Braunwart,: Beobachtungen am Vokabular von Arthur Schnitzlers Tagebuch sowie ein paradigmatischer Einzelstellen-Kommentar zum Tagebuchjahrgang 1925. Dissertation, Universität Wien, 2001. Darin: Einzelstellenkommentar zum Jahrgang 1925. acdh.oeaw.ac.at (PDF; 1,9 MB)
- „Sicherheit ist nirgends“. Das Tagebuch von Arthur Schnitzler. Für die Ausstellung im Palais Palffy, Wien (Mai. Juni 2000) und im Schiller-Nationalmuseum, Marbach am Neckar (Oktober/Dezember 2001) in Verbindung mit der Österreichischen Akademie der Wissenschaften und dem Magistrat der Stadt Wien. Bearbeitet von Ulrich v. Bülow, Hrsg.: Ulrich Ott. Marbacher Magazin, Nr. 93, 2000, ISBN 3-933679-43-5.
- Peter Plener: Arthur Schnitzlers Tagebuch (1879–1931). Funktionen, Strukturen, Räume. Dissertation, Universität Wien, 1999.[24]
- Irène Lindgren: Arthur Schnitzler im Lichte seiner Briefe und Tagebücher. Winter, Heidelberg 1993, ISBN 3-8253-0013-7.
- Horst Thomé: Arthur Schnitzlers Tagebuch. Thesen und Forschungsperspektiven. In: IASL, 1993, Jg. 18, Heft 2, S. 176–193, online
- Werner Welzig: Tagebuch und Gesellschaftsspiegel. In: Arthur Schnitzler: Tagebuch 1917–1919. Herausgegeben von der Kommission für literarische Gebrauchsformen der Österreichischen Akademie der Wissenschaften, Obmann: Werner Welzig. Unter Mitwirkung von Peter Michael Braunwarth, Richard Miklin, Susanne Pertlik und Reinhard Urbach. Verlag der Österreichischen Akademie der Wissenschaften, Wien 1985, S. 419–427.
- Werner Welzig: Zur Herausgabe von Schnitzlers Tagebuch. In: Arthur Schnitzler: Tagebuch 1909–1912. Herausgegeben von der Kommission für literarische Gebrauchsformen der Österreichischen Akademie der Wissenschaften, Obmann: Werner Welzig (Unter Mitwirkung von Peter Michael Braunwarth, Richard Miklin, Maria Neyses, Susanne Pertlik, Walter Ruprechter und Reinhard Urbach). Verlag der Österreichischen Akademie der Wissenschaften, Wien 1981, S. 7–33, austriaca.at
- Werner Welzig: Das Tagebuch Arthur Schnitzlers 1879–1931. In: IASL, 1981, Jg. 6, S. 78–111.

### Zu bestimmten Themen
- Eva Höfflin-Grether: „Die alten Bilder thaten mir wohl“. Arthur Schnitzler als Kunstbetrachter in seinen Tagebüchern und Briefen. In: Achim Aurnhammer, Dieter Martin (Hrsg.): Arthur Schnitzler und die bildende Kunst. Ergon, Würzburg 2021, S. 179–195.
- Primus Heinz Kucher: Postexpressionistische ‚Praetension‘, Bolschewismus, ‚köstlicher Zauberberg‘ und ‚unvergleichliche Bergner‘: Arthur Schnitzler als Leser, Beobachter und Kommentator der literarisch-kulturellen und medialen Szene der 1920er Jahre. In: Transdisziplinäre Konstellationen in der österreichischen Literatur, Kunst und Kultur der Zwischenkriegszeit, 2018; litkult1920er.aau.at
- Manfred Engel: Traumnotate in Dichter-Tagebüchern (Bräker, Keller, Schnitzler). In: Manfred Engel, Bernard Dieterle (Hrsg.): Writing the dream. Écrire le rêve. Königshausen & Neumann, Würzburg 2017, S. 211–237.
- Primus-Heinz Kucher: „… ein charakteristisches Werk der Epoche. Talent unverkennbar; – aber viel Confusion …“. Der Autor als Leser, der Autor im Literatursystem seiner Zeit. Arthur Schnitzlers Tagebuchkommentare zu Lektüren und zum literarischen Leben der 1920er Jahre. In: Jahrbuch der Grillparzer-Gesellschaft, 2012, 3. Folge, Band 24, S. 67–95.
- Bettina Riedmann: „Ich bin Jude, Österreicher, Deutscher“. Judentum in Arthur Schnitzlers Tagebüchern und Briefen. Niemeyer, Tübingen 2002, ISBN 3-484-65136-9.

### Zur Edition
- Martin Anton Müller: Ein wild gewordenes Telefonbuch im digitalen Zeitalter. In: Karl Kraus: Rechtsakten der Kanzlei Oskar Samek. Wissenschaftliche Edition hrsg. v. Johannes Knüchel und Isabel Langkabel, auf Grundlage der Vorarbeiten Katharina Pragers, unter Mitarbeit von Laura Untner, Andrea Ortner, Ingo Börner und Vanessa Hannesschläger (Wien 2022); wienbibliothek.at (PDF).
- Martin Anton Müller: Warum es so lange gedauert hat, bis Arthur Schnitzlers Tagebuch online gestellt wurde. In: Wiener Digitale Revue, Nr. 1, Oktober 2020; doi:10.25365/wdr-01-03-06